# Mercedes-Benz EQE
Mercedes-Benz EQE är en elbil som den tyska biltillverkaren Mercedes-Benz introducerade på Internationale Automobil-Ausstellung i München i september 2021.
Mercedes-Benz EQE använder samma plattform för elbilar som den större EQS-modellen. Räckvidden anges till 660 km.
Versioner:
| Modell                    | Årsmodell | Motor                | Effekt | Vridmoment | Batterikapacitet            |
| ------------------------- | --------- | -------------------- | ------ | ---------- | --------------------------- |
| EQE350                    | 2022-     | 1 st asynkronmotor   | 292 hk | 530 Nm     | 91 kWh litiumjonackumulator |
| AMG EQE43 4Matic          | 2022-     | 2 st asynkronmotorer | 476 hk | 858 Nm     | 91 kWh litiumjonackumulator |
| AMG EQE53 4Matic+         | 2022-     | 2 st asynkronmotorer | 626 hk | 950 Nm     | 91 kWh litiumjonackumulator |
| AMG EQE53 4Matic Dynamic+ | 2022-     | 2 st asynkronmotorer | 687 hk | 1000 Nm    | 91 kWh litiumjonackumulator |